# Sclafani Bagni
Sclafani Bagni település Olaszországban, Szicília régióban, Palermo megyében. Lakosainak száma 375 fő (2023. január 1.). Sclafani Bagni Alia, Caccamo, Caltavuturo, Cerda, Montemaggiore Belsito, Polizzi Generosa, Scillato, Valledolmo, Vallelunga Pratameno, Aliminusa és Castronovo di Sicilia községekkel határos.

## Népesség
A település lakossága az elmúlt években az alábbi módon változott:
| Lakosok száma | 430  | 426  | 375  |
|               | 2017 | 2018 | 2023 |